# Том Тиквер
Том Тиквер (на немски: Tom Tykwer) е германски режисьор, продуцент, сценарист и композитор, номиниран за „Златен глобус“, БАФТА и три награди „Сатурн“.

## Биография
Том Тиквер е роден на 23 май 1965 г. във Вупертал. Започва кариерата си като режисьор с няколко късометражни филма в началото на 90-те години. Широка известност му донася филма „Бягай, Лола“ (1998, „Lola rennt“), последван от други успешни филми, като „Парфюмът: Историята на един убиец“ (2006, „Perfume: The Story of a Murderer“) и „Облакът Атлас“ (2012, „Cloud Atlas“).

## Избрана филмография
- „Бягай, Лола“ („Lola rennt“, 1998)
- „Принцесата и войнът“ („Der Krieger und die Kaiserin“, 2000)
- „Парфюмът: Историята на един убиец“ („Perfume: The Story of a Murderer“, 2006)[2]
- „Облакът Атлас“ („Cloud Atlas“, 2012).